# Kasprowa Polana
Kasprowa Polana – polana w Dolinie Kasprowej w polskich Tatrach Zachodnich. Znajduje się nad wschodnim brzegiem Kasprowego Potoku, w dolnej części tej doliny, na wysokości ok. 1180–1210 m n.p.m. Dawniej stał na niej szałas, a polana należała do Niżniej Hali Kasprowej. Przy skraju polany rośnie duży jesion – drzewo w Tatrach bardzo rzadkie. Od wschodniej strony opada do polany trawiasty Boczań Kasprowy – zachodni stok Jaworzyńskich Czół.
Dolina nie była wypasana już od 1945. Obecnie jest na obszarze ochrony ścisłej Tatrzańskiego Parku Narodowego. Po zaprzestaniu użytkowania Kasprowa Polana stopniowo zarasta lasem. Jednakże stopień jej zarośnięcia jak na długi okres jej nieużytkowania jest stosunkowo mały. W 1955 miała powierzchnię ok. 9 ha. W 2004 po 60 latach nieużytkowania jej powierzchnia w wyniku zarośnięcia zmniejszyła się tylko o ok. 24%. Z rzadkich w Karpatach gatunków roślin na polanie rośnie złoć mała (na wysokości około 1200 m).

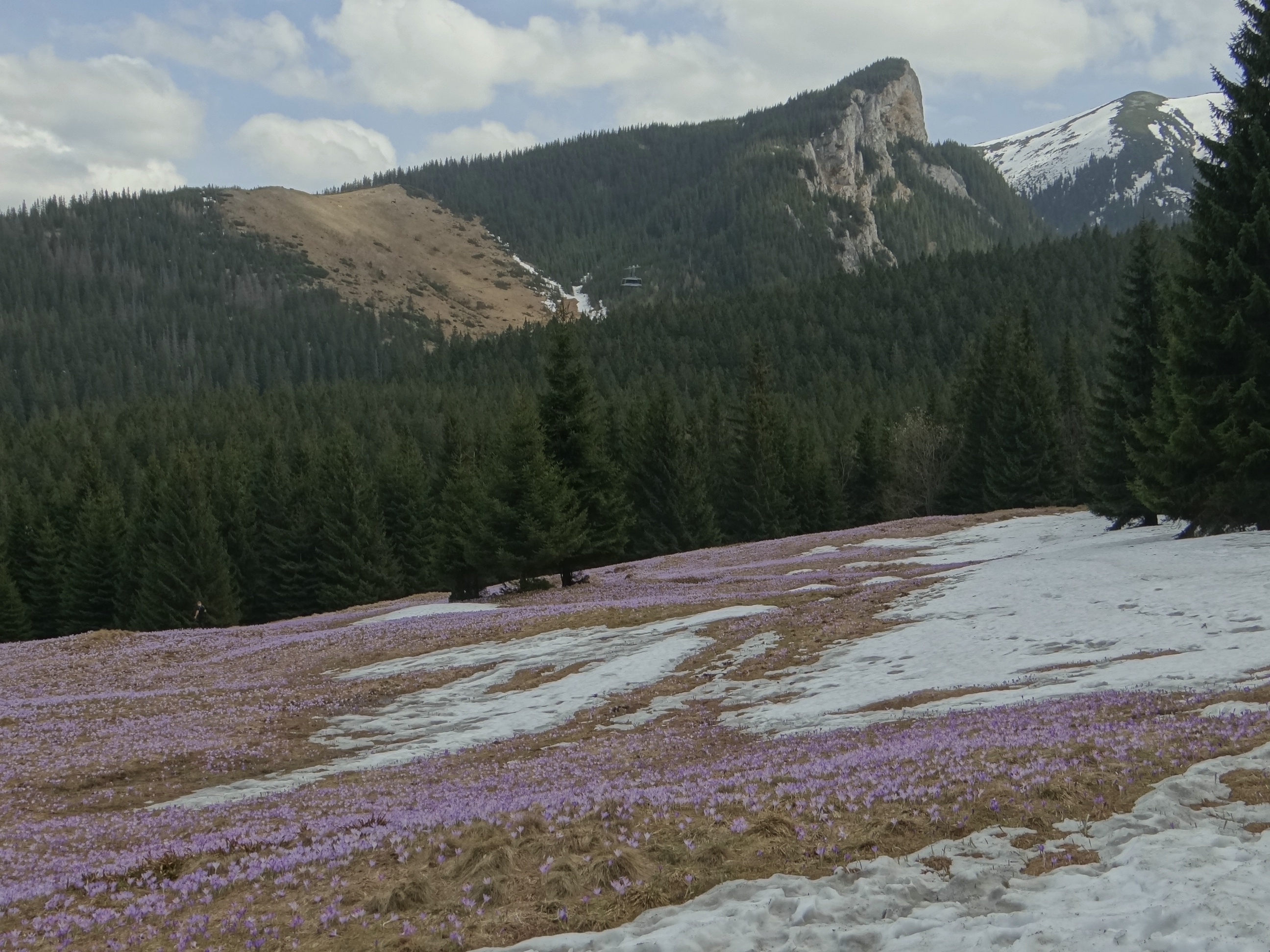
Widok z Kalatówek na Kasprową Polanę